# Ли Ве Су
Ли Ве Су (кор. 이외수; 10 сентября 1946, Хамян, Кёнсан-Намдо — 25 апреля 2022) — южнокорейский писатель.

## Биография
Родился в уезде Хамян пров. Кёнсан-Намдо, рос в уезде Инчже пров. Канъвон (РК). Окончил старшую школу уезда Инчже (кор. 인제고등학교) и поступил в Чхунчхонский педагогический университет (кор. 춘천교육대학) из которого вынужден был уйти. В 1972 году получил первую награду на литературном конкурсе газеты «Канвонильбо» (кор. 강원일보) за рассказ «Дети-стажёры» (кор. 견습 어린이들), а в 1975 г. литературную награду для дебютантов на литературном конкурсе «Поколение» (кор. 세대) за повесть «Орден» (кор. 훈장), после чего получил широкую известность. Молодость провёл в уезде Инчже, где занимался педагогической деятельностью. Затем в течение 30 лет жил в городе Чхунчхон — столице южнокорейской провинции Канъвон. В 2006 году переезжает в уезд Хвачхон пров. Канъвон. Им написано более десятка романов, каждый из которых становился бестселлером и издавался тиражом в 400—500 тыс. экземпляров. Также известен как первый твиттер-писатель Кореи. Зарегистрировавшись в июне 2009 года, Ли Ве Су через свой аккаунт в твиттере публикует произведения собственного сочинения. На 11.10.2015 у него насчитывалось более 17,5 тыс. твитов и 49,3 тыс. подписчиков.

## Произведения

### Романы
- 훈장 — 1975년[7]
- 꿈꾸는 식물 — 1978년
- 겨울나기 — 1980년[8]
- 장수하늘소 (소설) — 1981년[9]
- 들개 — 1981년[10]
- 칼 — 1982년[11]
- 산목(상) — 1987년
- 벽오금학도 — 1992년
- 황금비늘 — 1997년
- 괴물 — 2002년[12][13]
- 장외인간 — 2005년
- 완전변태 — 2014년[14]
- 들개 — 2014년[15]
- 벽오금학도 — 2014년[16]

### Сборники стихов
- 풀꽃 술잔 나비 — 1987년
- 그리움도 화석이 된다 — 2000년
- 그대 이름 내 가슴에 숨쉴 때까지 — 2006년

### Эссе
- 내 잠 속에 비 내리는데 — 1985년[17]
- 말더듬이의 겨울수첩 — 1986년
- 감성사전 — 1994년[18]
- 그대에게 던지는 사랑의 그물 — 1998년[19]
- 날다 타조 — 2003년
- 하악하악 — 2008년[20]
- 청춘불패 — 2009년
- 아불류 시불류 — 2010년
- 코끼리에게 날개 달아주기 — 2011년
- 마음에서 마음으로 — 2013년[21]

### Прочее
- 사부님 싸부님 1,2 — 1983년
- 감성사전 — 1994년
- 흐린세상 건너기 — 2002년
- 외뿔 — 2001년
- 내가 너를 향해 흔들리는 순간 — 2003년
- 뼈 — 2003년
- 글쓰기의 공중부양 — 2006년
- 여자도 여자를 모른다 — 2007년[22]
- 파로호 — 2013년[23]